# Роберт Брінклі
Роберт Едвард Брінклі (англ. Robert Brinkley; нар. 21 січня 1954) — британський дипломат. Надзвичайний і Повноважний Посол Сполученого Королівства Великої Британії і Північної Ірландії в Україні.

## Біографія
Народився 21 січня 1954 року. Здобув освіту в школі Стоуніхерст і коледжі Корпус Крісті Оксфордського університету. Вільно володіє російською та українською мовами. Вивчав українську мову в Лондоні, готуючись обійняти посаду посла Великої Британії в Україні.
З 1977 — робота на дипломатичній службі;
З 1977 по 1978 — робота в Управлінні контролю над озброєнням Міністерства закордонних справ Великої Британії;
З 1979 по 1982 — другий секретар Посольства Великої Британії в СРСР;
З 1982 по 1983 — начальник відділу Управління інформації МЗС Великої Британії;
З 1983 по 1985 — заступник директора відділу досліджень Управління контролю над озброєнням МЗС Великої Британії;
З 1985 по 1988 — начальник відділу Управління республік СРСР;
З 1988 по 1992 — перший секретар Посольства Великої Британії у ФРН;
З 1992 по 1995 — помічник начальника фінансового управління МЗС Великої Британії;
З 1995 по 1996 — начальник відділу контролю матеріального забезпечення МЗС Великої Британії;
З 1996 по 1999 — радник з політичних питань Посольства Великої Британії в Російській Федерації;
З 2000 по 2001 — начальник спільного візового відділу МЗС та Міністерства внутрішніх справ Великої Британії;
З 29.08.2002 по 2006 — Надзвичайний і Повноважний Посол Сполученого Королівства Великої Британії і Північної Ірландії в Україні.